# Hans-Ferdinand Oppenheim
Hans-Ferdinand Oppenheim (* 3. September 1878 in Berlin; † 10. Mai 1952) war ein deutscher Verfolgter des Naziregimes, Hochschullehrer in Bitterfeld und Vorstandsmitglied in der Vereinigung der Verfolgten des Naziregimes (VVN) in der DDR.

## Leben
Oppenheim entstammte einer bürgerlichen Familie jüdischer Herkunft. Er war der Sohn des  Berliner Astronomen Heinrich Oppenheim (1847–1896). Nach dem Besuch einer höheren Schule studierte er in Berlin Pädagogik und Philosophie. Nach seinem Referendariat lehrte er an einem Gymnasium, bis er 1933 durch das „Gesetz zur Wiederherstellung des Berufsbeamtentums“ als Jude Berufsverbot erhielt. 1943 wurde er inhaftiert.
Oppenheim trat kurz nach ihrer Gründung 1945 in die Christlich-Demokratische Union Deutschlands (CDU) ein. In Bitterfeld wurde er als Professor und Dozent für höhere Schulen tätig. Er war Mitglied im Landesvorstand von Sachsen-Anhalt, wo er von 1947 bis 1952 als 2. Vorsitzender mitwirkte. Am 30. März 1947 wurde eine Wiedergutmachungskommission der VVN gebildet, zu deren Mitgliedern er gehörte. Sie befasste sich mit Fragen der Rückübertragung jüdischen Eigentums an ehemals Verfolgte. Seit 1948 war er auch Mitglied des VVN-Zentralvorstands.
Auf der 55. Sitzung des Landtages von Sachsen-Anhalt am 16. Juni 1950 wurde Oppenheim als Nachfolger des in die Bundesrepublik Deutschland geflüchteten CDU-Abgeordneten Brunislaus Warnke Mitglied des Landtags von Sachsen-Anhalt. Im Oktober 1950 wurde er mit dem Mandat der VVN erneut Mitglied des Landtages von Sachsen-Anhalt, der am 3. November 1950 von ihm als Alterspräsidenten eröffnet wurde.